# Associazione Calcio Ternana 1970-1971
Questa voce raccoglie le informazioni riguardanti l'Associazione Calcio Ternana nelle competizioni ufficiali della stagione 1970-1971.

## Rosa
| N. |                   | Ruolo | Calciatore         |
| -- | ----------------- | ----- | ------------------ |
|    | Italia (bandiera) | A     | Paolo Barison      |
|    | Italia (bandiera) | D     | Fernando Benatti   |
|    | Italia (bandiera) | A     | Antonio Cardillo   |
|    | Italia (bandiera) | C     | Sergio Castelletti |
|    | Italia (bandiera) | C     | Piero Cucchi       |
|    | Italia (bandiera) | A     | Luigi Fiorani      |
|    | Italia (bandiera) | A     | Carlo Foglia       |
|    | Italia (bandiera) | D     | Pietro Fontana     |
|    | Italia (bandiera) | P     | Gianfranco Geromel |
|    | Italia (bandiera) | D     | Silvio Longobucco  |

| N. |                   | Ruolo | Calciatore         |
| -- | ----------------- | ----- | ------------------ |
|    | Italia (bandiera) | A     | Rolando Marchetti  |
|    | Italia (bandiera) | C     | Romano Marinai     |
|    | Italia (bandiera) | C     | Pier Luigi Meciani |
|    | Italia (bandiera) | A     | Giovanni Meregalli |
|    | Italia (bandiera) | P     | Massimo Migliorini |
|    | Italia (bandiera) | D     | Paolo Pandrin      |
|    | Italia (bandiera) | D     | Roberto Ranghino   |
|    | Italia (bandiera) | A     | Mario Russo        |
|    | Italia (bandiera) | C     | Ermenegildo Valle  |
|    | Italia (bandiera) | A     | Gianfranco Zeli    |

## Risultati

### Campionato

#### Girone di andata
| 20 settembre 1970 1ª giornata | Ternana | 0 – 0 | Atalanta |  |

| 27 settembre 1970 2ª giornata | Pisa | 1 – 1 | Ternana |  |

| 4 ottobre 1970 3ª giornata | Ternana | 5 – 0 | Taranto |  |

| 11 ottobre 1970 4ª giornata | Palermo | 0 – 0 | Ternana |  |

| 18 ottobre 1970 5ª giornata | Ternana | 1 – 0 | Reggina |  |

| 25 ottobre 1970 6ª giornata | Como | 2 – 1 | Ternana |  |

| 1º novembre 1970 7ª giornata | Ternana | 1 – 0 | Cesena |  |

| 8 novembre 1970 8ª giornata | Perugia | 1 – 0 | Ternana |  |

| 15 novembre 1970 9ª giornata | Ternana | 1 – 0 | Arezzo |  |

| 22 novembre 1970 10ª giornata | Novara | 3 – 0 | Ternana |  |

| 29 novembre 1970 11ª giornata | Ternana | 1 – 1 | Catanzaro |  |

| 6 dicembre 1970 12ª giornata | Modena | 0 – 4 | Ternana |  |

| 13 dicembre 1970 13ª giornata | Ternana | 1 – 0 | Bari |  |

| 20 dicembre 1970 14ª giornata | Massese | 0 – 2 | Ternana |  |

| 27 dicembre 1970 15ª giornata | Ternana | 1 – 1 | Monza |  |

| 3 gennaio 1971 16ª giornata | Ternana | 0 – 1 | Livorno |  |

| 10 gennaio 1971 17ª giornata | Brescia | 1 – 0 | Ternana |  |

| 17 gennaio 1971 18ª giornata | Ternana | 2 – 0 | Casertana |  |

| 24 gennaio 1971 19ª giornata | Mantova | 1 – 0 | Ternana |  |

#### Girone di ritorno
| 7 febbraio 1971 20ª giornata | Atalanta | 3 – 0 | Ternana |  |

| 14 febbraio 1971 21ª giornata | Ternana | 0 – 0 | Pisa |  |

| 21 febbraio 1971 22ª giornata | Taranto | 1 – 1 | Ternana |  |

| 28 febbraio 1971 23ª giornata | Ternana | 0 – 0 | Palermo |  |

| 7 marzo 1971 24ª giornata | Reggina | 0 – 0 | Ternana |  |

| 14 marzo 1971 25ª giornata | Ternana | 0 – 0 | Como |  |

| 21 marzo 1971 26ª giornata | Cesena | 1 – 0 | Ternana |  |

| 28 marzo 1971 27ª giornata | Ternana | 1 – 1 | Perugia |  |

| 4 aprile 1971 28ª giornata | Arezzo | 2 – 0 | Ternana |  |

| 11 aprile 1971 29ª giornata | Ternana | 1 – 1 | Novara |  |

| 18 aprile 1971 30ª giornata | Catanzaro | 2 – 1 | Ternana |  |

| 25 aprile 1971 31ª giornata | Ternana | 2 – 0 | Modena |  |

| 2 maggio 1971 32ª giornata | Bari | 2 – 0 | Ternana |  |

| 9 maggio 1971 33ª giornata | Ternana | 1 – 0 | Massese |  |

| 16 maggio 1971 34ª giornata | Monza | 1 – 1 | Ternana |  |

| 23 maggio 1971 35ª giornata | Livorno | 0 – 0 | Ternana |  |

| 30 maggio 1971 36ª giornata | Ternana | 1 – 2 | Brescia |  |

| 6 giugno 1971 37ª giornata | Casertana | 3 – 3 | Ternana |  |

| 13 giugno 1971 38ª giornata | Ternana | 2 – 1 | Mantova |  |

## Statistiche

### Statistiche di squadra
| Competizione | Punti | In casa | In casa | In casa | In casa | In casa | In casa | In trasferta | In trasferta | In trasferta | In trasferta | In trasferta | In trasferta | Totale | Totale | Totale | Totale | Totale | Totale | DR |
| Competizione | Punti | G       | V       | N       | P       | Gf      | Gs      | G            | V            | N            | P            | Gf           | Gs           | G      | V      | N      | P      | Gf     | Gs     | DR |
| ------------ | ----- | ------- | ------- | ------- | ------- | ------- | ------- | ------------ | ------------ | ------------ | ------------ | ------------ | ------------ | ------ | ------ | ------ | ------ | ------ | ------ | -- |
| Serie B      | 37    | 19      | 9       | 8       | 2       | 21      | 8       | 19           | 2            | 7            | 10           | 14           | 24           | 38     | 11     | 15     | 12     | 35     | 32     | +3 |
| Coppa Italia | 3     | 2       | 0       | 1       | 1       | 1       | 2       | 1            | 1            | 0            | 0            | 2            | 0            | 3      | 1      | 1      | 1      | 3      | 2      | +1 |
| Totale       |       | 21      | 9       | 9       | 3       | 22      | 10      | 20           | 3            | 7            | 10           | 16           | 24           | 41     | 12     | 16     | 13     | 38     | 34     | +4 |

### Statistiche dei giocatori
| Giocatore      | Serie B  | Serie B | Coppa Italia | Coppa Italia | Totale   | Totale |
| Giocatore      | Presenze | Reti    | Presenze     | Reti         | Presenze | Reti   |
| -------------- | -------- | ------- | ------------ | ------------ | -------- | ------ |
| P. Barison     | 31       | 10      | -            | -            | 31       | 10     |
| F. Benatti     | 37       | 0       | 2            | 0            | 39       | 0      |
| A. Cardillo    | 24       | 4       | 3            | 0            | 27       | 4      |
| S. Castelletti | 29       | 0       | 3            | 0            | 32       | 0      |
| P. Cucchi      | 20       | 0       | 3            | 1            | 23       | 1      |
| L. Fiorani     | 4        | 1       | 1            | 0            | 5        | 1      |
| C. Foglia      | 3        | 0       | -            | -            | 3        | 0      |
| P. Fontana     | 31       | 1       | 3            | 1            | 34       | 2      |
| G. Geromel     | 4        | -5      | -            | -            | 4        | -5     |
| S. Longobucco  | 28       | 0       | 1            | 0            | 29       | 0      |
| R. Marchetti   | 27       | 6       | 1            | 0            | 28       | 6      |
| R. Marinai     | 37       | 2       | 3            | 0            | 40       | 2      |
| P. Meciani     | 3        | 0       | -            | -            | 3        | 0      |
| G. Meregalli   | 10       | 0       | -            | -            | 10       | 0      |
| M. Migliorini  | 35       | -27     | 3            | -2           | 38       | -29    |
| P. Pandrin     | 1        | 0       | -            | -            | 1        | 0      |
| R. Ranghino    | 30       | 0       | 3            | 0            | 33       | 0      |
| M. Russo       | 37       | 2       | 3            | 0            | 40       | 2      |
| E. Valle       | 33       | 0       | 3            | 1            | 36       | 1      |
| G. Zeli        | 20       | 7       | 3            | 0            | 23       | 7      |